# 聖エリサベトと幼児の洗礼者ヨハネを伴うキリストの降誕
『聖エリサベトと幼児の洗礼者ヨハネを伴うキリストの降誕』（せいエリサベトとようじのせんれいしゃヨハネをともなうキリストのこうたん、伊: Natività con i santi Elisabetta e Giovannino, 英: Nativity of Jesus with St. Elisabeth and the Infant St. John the Baptist）は、イタリアのルネサンス期のパルマ派の画家コレッジョが1512年ごろに制作した絵画である。油彩。主題はイエス・キリストの降誕から採られているが、降誕の場面に聖エリサベトと洗礼者ヨハネが立ち会っている点で珍しい作品となっている。ローマの枢機卿ルドヴィコ・ルドヴィージのコレクションに本作品と思われるコレッジョの絵画が記録されている。若いコレッジョの最高傑作であり、現在はミラノのブレラ美術館に所蔵されている。

## 主題
イエス・キリストの降誕は『新約聖書』の「マタイによる福音書」および「ルカによる福音書」で言及されている。これらによると、キリストは聖ヨセフと聖母マリアが人口調査の勅令により住民登録をするため、ベツレヘムに滞在した折に生まれたとされる。キリストは生まれると布にくるんで飼葉桶の中に寝かせた。夜に荒野にいた羊飼いたちは御使いから救世主が生まれたことを告げられたため、キリストを探し当てて礼拝した。また東方の三博士が聖家族を訪問し、贈り物を置いて帰っていった。

## 作品
生まれたばかりの幼児のイエス・キリストの前に聖母マリアと幼い洗礼者ヨハネを膝に乗せた聖エリサベトがひざまずいて礼拝している。聖母マリアはうやうやしい態度で我が子を見守りながら礼拝し、聖エリサベトは幼児キリストに心を奪われて屈み込んでいるように見える。幼児キリストは干し草の上に広げられた白い布の上で眠っており、その真上では天国の光がかすかに降り注いでいる。聖母の頭上では2人の天使が鎖につながれた香炉を揺らしながら飛翔しており、その視線は天国の光を捉えている。聖母の夫である聖ヨセフはやや後方の画面右端で鞍にもたれかかって眠っている。この描写は中世以降の図像の伝統にしたがったものであるが、聖ヨセフが鞍を枕としている点は、彼が夢の中で幼児虐殺を警告され、家族を連れてエジプトに避難しなければならないこと（エジプトへの逃避）を暗示している。聖ヨセフの背後には廃墟となった古代の神殿と馬小屋があり、かろうじてロバの姿が見える。さらに降誕の場面は枝で編まれた柵で囲まれており、天使が画面中央のイオニア式の石柱のそばで、柵の外側にいる羊飼いたちにその光景を示している。夕暮れの光は色彩を燃え上がらせると同時に鈍らせており、衣文の線を波立たせ、石柱を照らしている。
構図は画面中央の石柱によって均等に分割され、たがいに交流することのない人物像が注意深く配置されたものとなっている。聖母マリアの態度は聖エリサベトや聖ヨセフと対比されている。人物像のサイズはかなり小さく、コレッジョの多くの初期作品に見られる細密画的な傾向を感じさせる。図像的には降誕の場面に聖エリサベトと洗礼者ヨハネが描かれることは珍しく、デトロイト美術館に所蔵されている1512年ごろの『聖カタリナの神秘の結婚』（Matrimonio mistico di santa Caterina）の周囲に他の聖人を組み合わせて配置する奇妙なアイデアと同じ文化的背景を表している。
実際のところ、本作品は神学や象徴性において「非常に計算された」作品と考えられている。人間として新しく地上に生まれたキリストが画面の中央に配置されていることは、彼が神の計画の中心にいることを象徴している。イオニア式の石柱は空間を自然と建築に分割し、キリストの誕生は歴史を分割している。さらに聖書の物語と矛盾した存在である聖エリサベトと聖ヨハネは『旧約聖書』の時代の終わりと新しいキリスト教の時代との結びつきを意味している。
本作品は若いコレッジョの受けた諸影響がうかがえる点で注目される。基本的にアンドレア・マンテーニャの厳格な様式やレオナルド・ダ・ヴィンチの柔らかなキアロスクーロなど、古い世代の巨匠の影響が色濃く表れている。しかしその一方でドッソ・ドッシやロレンツォ・コスタ、あるいはガロファロといったコレッジョと同時代の画家たちの影響も受けており、コレッジョはこれらの画家から入念に練られた構図の計画や聖母像の柔らかく感傷的なトーンを取り入れている。その結果、本作品はマントヴァ、レオナルド・ダ・ヴィンチ、フェラーラの要素が融合し、巧みに濾過され、壮大な風景画を備えた近代的な絵画になっている。本作品のうち特に聖エリサベトおよび眠っている聖ヨセフはマンテーニャの様式を示しているが、それにもかかわらずドッソ・ドッシの初期作品に影響を受けていることは明らかである。聖母像はロレンツォ・コスタの様式である。柔らかな草むらはドッソ・ドッシやレオナルド・ダ・ヴィンチの影響を示唆し、細心の注意を払って描写されているように見える風景は16世紀初頭のエミリア地方で最も叙情的であり、ジョルジョーネやティツィアーノ・ヴェチェッリオといったヴェネツィア派との接触を示唆している。
帰属については、19世紀にドッソ・ドッシ派やジローラモ・サヴォルド派と考えられていた。コレッジョへの帰属は1883年に当時絵画を所有していた美術史家ジャン・パウル・リヒターによってなされ、その後ジョヴァンニ・モレッリによって確認された。
制作年代はおそらく画家がマントヴァに滞在していた1512年から1513年ごろと考えられている。

## 来歴
発注主や制作経緯、設置された場所、初期の来歴など多くが不明である。おそらく、ローマの枢機卿ルドヴィコ・ルドヴィーシの有名なコレクションの1633年の目録に「コレッジョの最初の様式によるキリストの降誕」と記録された作品と考えられている。絵画は19世紀後半に美術史家ジャン・パウル・リヒターが所有しており、ミラノの実業家・美術収集家クリストフォロ・ベニーニョ・クレスピに売却した。クレスピのコレクションは1913年にパリで競売にかけられたが、その際にコレクション全体の輸出許可を得るのと引き換えにブレラ美術館に売却された。

## ギャラリー
関連作品

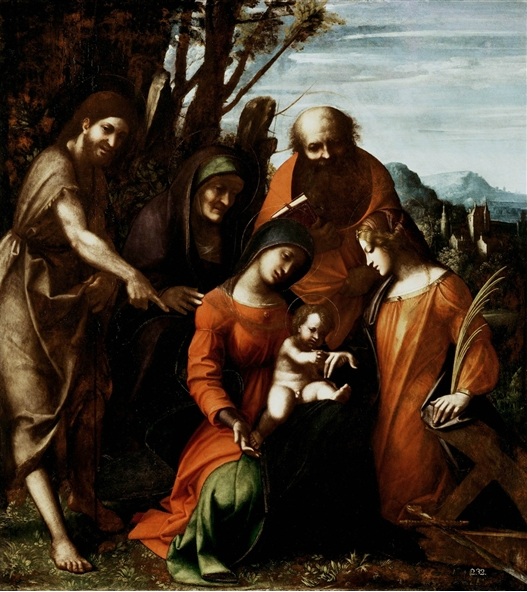
『聖カタリナの神秘の結婚』1512年ごろ デトロイト美術館所蔵
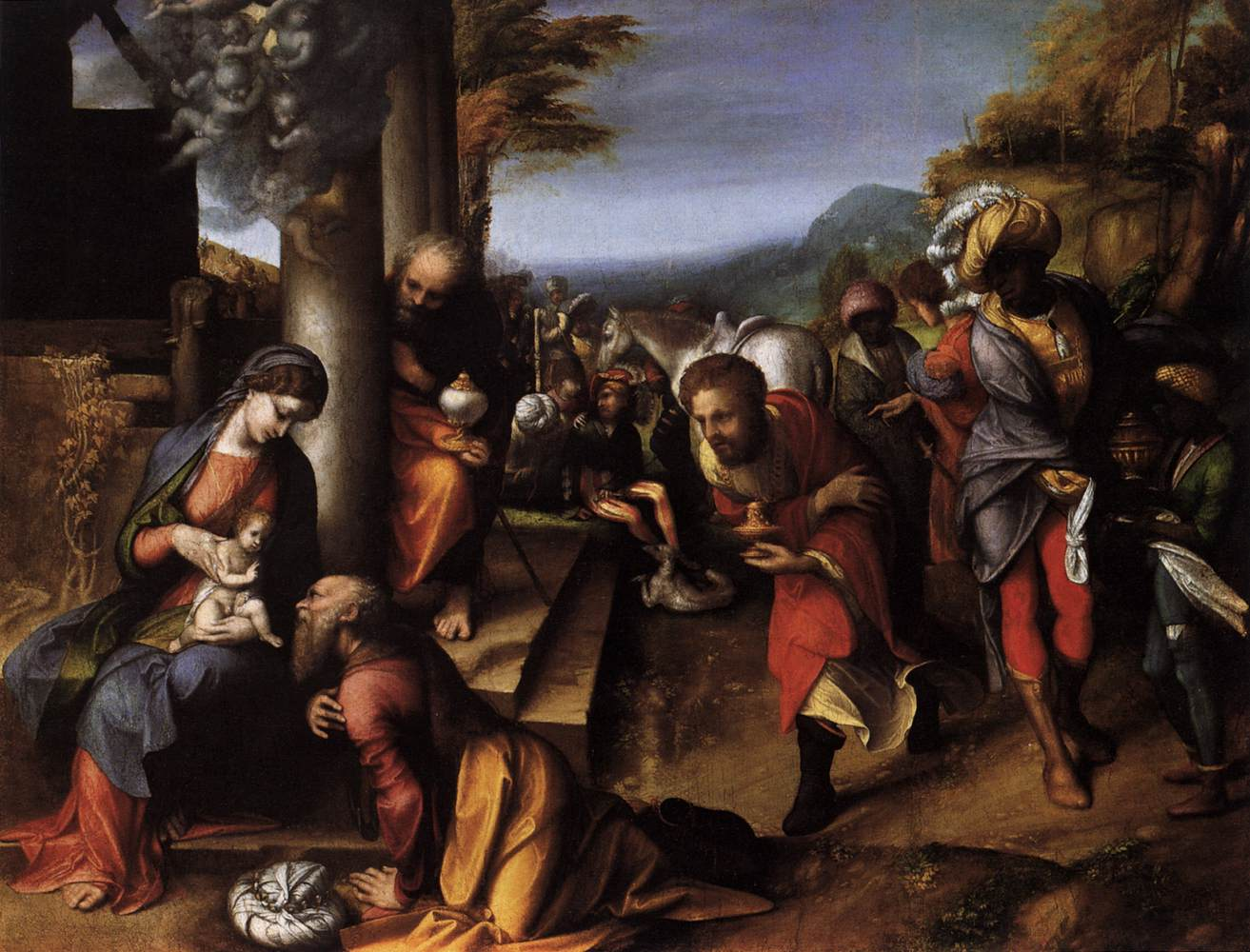
『東方三博士の礼拝』1515年-1518年 ブレラ美術館所蔵